# Carline en corymbe
Carlina corymbosa
Espèce
Classification APG III (2009)
La Carline en corymbe (Carlina corymbosa) est une espèce de plante appartenant au genre Carlina et à la famille des Astéracées (ou Composées). Elle pousse essentiellement sur le pourtour méditerranéen, sur des terrains ensoleillés, sablonneux ou rocailleux.

## Description
Plante vivace vert blanchâtre à tige érigée, de hauteur variable (de 10 à 90 cm). Feuilles alternes et sessiles, plus ou moins enroulées, à dents très épineuses. Bractées extérieures semblables aux feuilles. Bractées intérieures rayonnantes, membraneuses et raides, de couleur dorée, entourant le disque des fleurons. Ces derniers sont tous tubulés et à cinq lobes, de couleur jaune. Les fruits sont des akènes velus à pappus plumeux et jaunâtre.

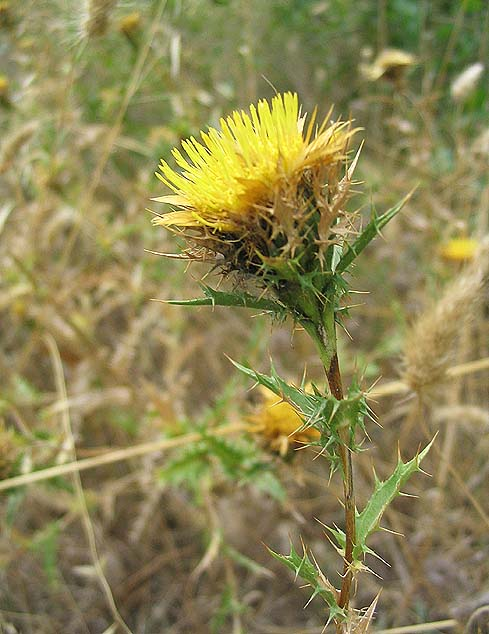
Détail de l'inflorescence

## Caractéristiques
Organes reproducteurs :
- Type d'inflorescence : corymbe de capitules
- Répartition des sexes : hermaphrodite
- Type de pollinisation : entomogame, autogame
- Période de floraison : juillet-août

Graine :
- Type de fruit : akène
- Mode de dissémination : anémochore

Habitat et répartition :
- Habitat type : pelouses basophiles méditerranéennes
- Aire de répartition : méditerranéen.

Données d'après : Julve, Ph., 1998 ff. - Baseflor. Index botanique, écologique et chorologique de la flore de France. Version : 23 avril 2004. 

## Protection
Cette espèce est protégée en région Aquitaine (Article 1).